# Палинкаш, Лайош
Лайош Палинкаш (венг. Pálinkás Lajos, родился 21 мая 1964 года в Зирце) — венгерский стрелок из пистолета, участник четырёх летних Олимпийских игр с 1992 по 2004 годы. Бронзовый призёр чемпионата Европы 1989 года в стрельбе из скорострельного пистолета с дистанции 25 м, неоднократный участник Кубков мира.

## Биография
Стрелковым спортом занимается с 13 лет, тренер — Михай Тешански. Представлял клуб «Замойи» (венг. Zámolyi Lövész Klub) из Будапешта. Дебютировал в 1989 году на чемпионате Европы в Загребе, взяв бронзовую медаль в стрельбе из скорострельного пистолета с 25 м. В 1992 году выступил на Олимпиаде в Барселоне от Венгрии в той же дисциплине, набрав 579 очков и заняв 22-е место.
За свою карьеру Палинкаш неоднократно выступал на чемпионатах Европы и мира, а также Кубках мира. В стрельбе из скорострельного пистолета он трижды завоёвывал медали этапов Кубка мира, став бронзовым призёром этапов в Цюрихе в 1990 году и в Мюнхене в 1992 году, а также выиграв этап в Сеуле в 1999 году (692,7 очка). Также он четыре раза выступал в Кубке мира в стрельбе из пневматического пистолета с 10 м (два этапа в 1996 и два этапа в 2000 годах), однако медали не завоёвывал. В 1996 году он выступил второй раз на Олимпиаде в Атланте: ему удалось выйти в финал по стрельбе из скорострельного пистолета, заняв в квалификации 8-е место с 586 очками, но в финале он выбил 99,9 очков и довёл свой результат до 685,9, проиграв пять очков обладателю третьего места.
В 2000 году Палинкаш выступил в Сиднее сразу в двух дисциплинах: в стрельбе из скорострельного пистолета с 25 м и стрельбе из пневматического пистолета с 10 м. В стрельбе из «пневматики», которая прошла в первый день игр, он выбил 570 очков и занял 29-е место из 43 участников в квалификации, не попав в финал. Через пять дней Палинкаш выступил в стрельбе из скорострельного пистолета и выбил 579 очков, заняв 14-е место и отстав на 5 очков от спасительного 8-го места.
В 2003 году Палинкаш был близок к тому, чтобы взять вторую в своей карьере медаль чемпионатов Европы: на первенстве в Пльзене он набрал 687,8 очков, проиграв всего одно очко немцу Клаусу-Дитеру Шмидту. Оставшись без медали, он всё же обеспечил венграм попадание на Олимпиаду в Афины, на которой он хотел сделать ставку только на скорострельный пистолет. В национальной квалификации он выбил необходимый минимум в 586 очков и попал в заявку сборной Венгрии: на момент старта Игр он уже был ветераном, поскольку ему исполнилось 40 лет. По итогам первых 10 выстрелов из 60 квалификационных он был абсолютным лидером со 100 очками, однако в третьей серии он допустил серию ошибок, выбив всего 91 очко: к середине квалификации в его активе было 287 очков, что было крайне низким результатом. Во второй части квалификации он выбил уже 290 очков, однако суммарный результат в виде 577 очков не позволил ему выйти в финал и отбросил его на 12-е место со швейцарцем Ники Марти.
На последующие игры Палинкаш не отбирался, хотя участвовал в Кубке мира по стрельбе. В 2021 году выступил в командном первенстве чемпионата Европы в Осиеке по стрельбе из скорострельного пистолета с 25 м, заняв 9-е место (в личном первенстве занял 21-е место). Женат, проживает в Секешфехерваре. Вне стрельбы занимается покраской автомобилей, хобби — парусный спорт и мотогонки.

## Выступления на Олимпиадах
| Турнир                        | 1992     | 1996         | 2000     | 2004     |
| ----------------------------- | -------- | ------------ | -------- | -------- |
| Скорострельный пистолет, 25 м | 22-е 579 | 4-е 586+99,9 | 14-е 579 | 12-е 577 |
| Пневматический пистолет, 10 м | н/д      | н/д          | 29-е 570 | н/д      |